# モーニング娘。鈴木香音のいつでも!カンノンスマイル
『モーニング娘。鈴木香音のいつでも!カンノンスマイル』（モーニングむすめ。すずきかのんのいつでもかんのんスマイル）は、モーニング娘。（放送当時）の鈴木香音がパーソナリティを務めていたCBCラジオ制作のラジオ番組。略称は「カノスマ」。放送期間は2014年12月3日から2016年5月24日まで。
なお、2014年よりモーニング娘｡がグループ名に当該年の西暦の下二桁を付すようになっているため番組名もそれに倣うようになっており、番組開始時の正式な番組名は「モーニング娘。'14鈴木香音のいつでも!カンノンスマイル」であり、番組終了時の正式な番組名は「モーニング娘。'16鈴木香音のいつでも!カンノンスマイル」である。

## 番組概要
- CBCラジオで長年放送されてきた「モーニング娘。道重さゆみの今夜もうさちゃんピース」が、道重さゆみのモーニング娘。卒業によって終了するのに伴い、後番組としてスタートした。鈴木のパーソナリティー就任は、「今夜もうさちゃんピース」の2014年10月27日に行われた公開収録に鈴木がゲスト出演した際に道重より発表された。
- リスナーからの提案により、「今夜もうさちゃんピース」で好評だったいくつかのコーナー（「今週のモーニング娘。」、「妄想セクシーワード→妄想セクシー食べ物ワード」等）を引き継いで放送している。
- 2016年3月22日に番組初の公開収録が行われ、牧野真莉愛、竹内朱莉、相川茉穂、藤井梨央、和田桜子がゲストとして出演した。この模様は3月29日と4月5日の2週に渡って放送された。また、この収録の際に2016年6月より牧野が当番組の後番組を担当することが発表された[1]。
- 鈴木が2016年5月31日を以てモーニング娘。を卒業、並びに芸能界を引退したことに伴い、2016年5月24日放送分を以って放送を終了。翌週より牧野による「モーニング娘。'16牧野真莉愛のまりあん♥LOVEりんですっ♥」が後番組として開始された。

## ゲスト
- 小田さくら（2015年4月28日、5月5日）
- 生田衣梨奈（2015年6月16日、6月23日）
- 牧野真莉愛（2015年8月11日、8月18日、2016年3月29日、4月5日）
- 工藤遥（2015年11月17日、11月24日）
- 鞘師里保（2015年12月1日、12月8日）
- 竹内朱莉（アンジュルム）（2016年3月29日）
- 相川茉穂（アンジュルム）（2016年3月29日、4月5日）
- 藤井梨央（こぶしファクトリー）（2016年4月5日）
- 和田桜子（こぶしファクトリー）（2016年4月5日）